# Île Piana (Sulcis)
Pour les articles homonymes, voir Île Piana.
Piana (Uiza Ciaña en tabarquin) est une île d'Italie dans l'archipel du Sulcis en mer Méditerranée, en Sardaigne.

## Géographie

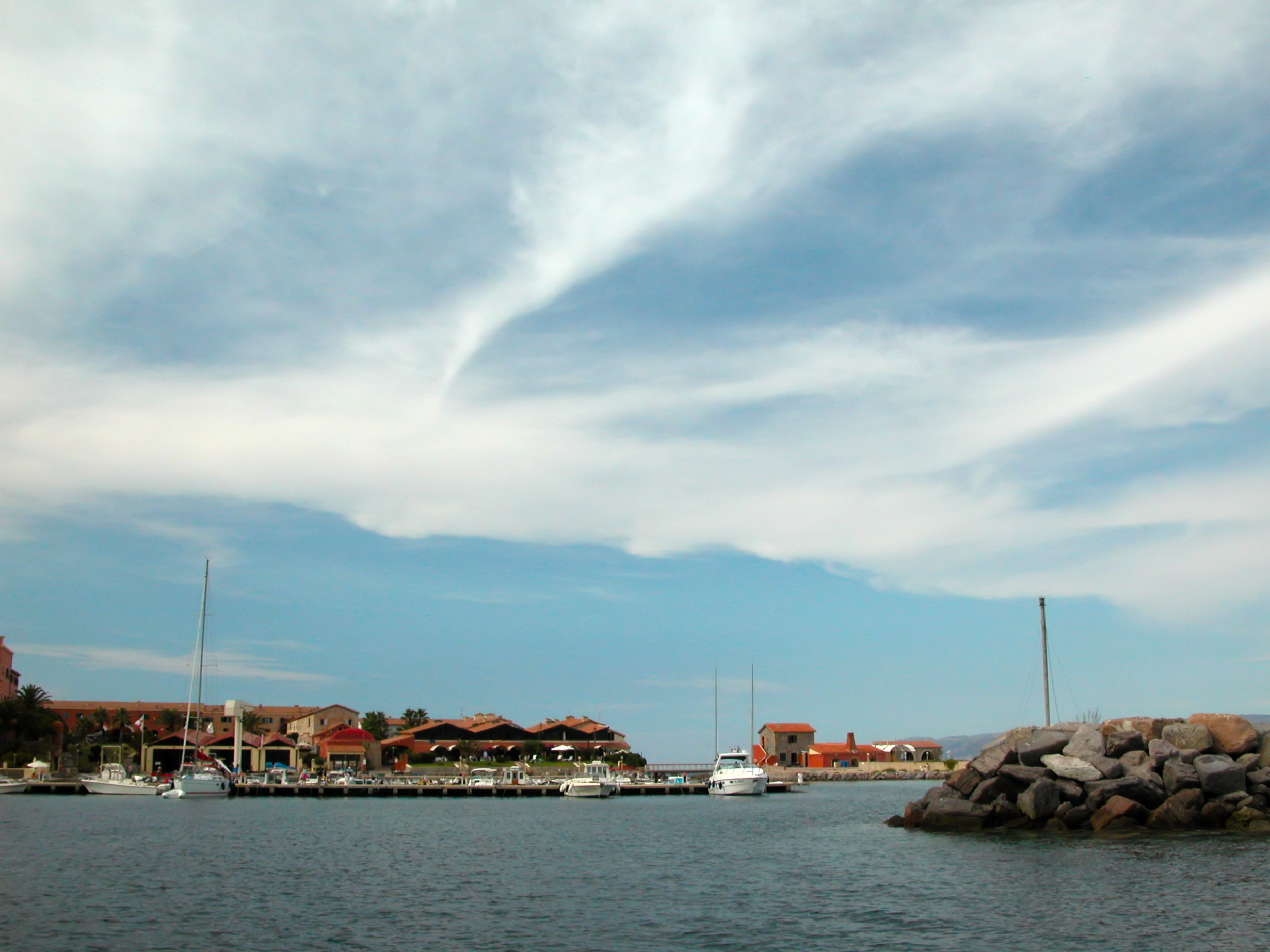
La résidence touristique.

Située à moins d'un kilomètre au nord-est de l'île San Pietro, elle s'étend sur environ 730 m de longueur pour une largeur approximative de 700 m. Ile privée, il y a sur elle une résidence touristique dite Residenza Villamarina.